# Gomes Henrique Freire de Andrade

Dr. Gomes Freire

Augusto Gomes Henrique Freire de Andrade (Mariana, 3 de janeiro de 1865 - Belo Horizonte em 9 de fevereiro de 1938), ou simplesmente Dr. Gomes Freire, foi um médico, professor e político republicano.

## Biografia
Gomes Freire nasceu em 3 de janeiro de 1865, na cidade de Mariana. Era filho de Antônio Gomes Freire de Andrade e de Maria Augusta Lebet Freire de Andrade. É neto de Gomes Freire de Andrade, o Barão de Itabira. Seu pai faleceu quando ele ainda era criança, e sua mãe se tornou responsável legal por sua educação.
Realizou os seus estudos iniciais no Seminário de Mariana, posteriormente foi para o Liceu Mineiro de Ouro Preto. Formado, seguiu para a Faculdade de Medicina do Rio de Janeiro. Na instituição ele entrou em contato com o ambiente das agitações republicanas e positivistas que assolavam o Rio de Janeiro.
Ele tornou-se, a partir disso, um adepto e defensor do novo modelo de governo que viria a ser implantado. Prova disso é que, quando ainda era estudante de medicina, recusou o convite de assumir a cadeira de deputado na Assembléia Provincial, sob a justificativa de reservar suas colaborações para o novo regime.
Paralelamente à formação em medicina, ele também se envolveu com o jornalismo. Formou-se em 1887, defendendo sua tese sobre raiva hidrofobica. Mesmo com suas fortes posições políticas, ele foi o orador em sua formatura, e saudou a Princesa Isabel, patronesse da instituição.
Ocupou o cargo de professor da Escola de Farmácia de Ouro Preto por mais de 30 anos, ministrando a disciplina de higiene, microbiologia, química analítica e toxicologia. Também possuía um consultório médico, em que não cobrava pelas consultas. A sua principal fonte de renda vinha de seu trabalho de médico na Companhia Mineradora Mina de Passagem.
Gomes Freire faleceu em Belo Horizonte, no dia 9 de fevereiro de 1938. O seu corpo foi sepultado na cidade.

## Política
Voltando a Mariana, trouxe consigo os ideais republicanos. Com o golpe da república, ele se candidatou e foi eleito deputado aos 26 anos, sendo um dos signatários da Carta Constitucional de Minas Gerais de 15 de junho de 1891.
Com a conquista de muitos adeptos, elegeu-se presidente da Câmara Municipal de Mariana, posto que ocupou por vinte anos. No decorrer de sua carreira política elegeu-se também senador estadual e deputado federal por Minas Gerais, dando sua colaboração na implantação do novo regime.
No desempenho desses cargos políticos estabeleceu fortes vínculos com Dr. João Pinheiro, então Presidente do Estado, com o qual contribuiu em várias ações de âmbito educativo. Em 1918, por exemplo, ele foi indicado como o representante de Minas Gerais no 3º. Congresso da Instrução Secundária que ocorreu na Bahia, em 1918. Onde defendeu as propostas educacionais republicanas.

## Feitos
Mesmo em Minas Gerais, continuou o ofício de jornalista. Em 1900, com mais 13 companheiros, fundou um órgão de imprensa denominado inicialmente “Rio do Carmo” que, em janeiro de 1905, surge com nova denominação O Germinal. Consta que, além de órgão de imprensa, funcionou como um diretório político. Alphonsus de Guimaraens foi um dos principais colaboradores do periódico.
Gomes Freire também foi o criador da Sociedade Musical “União 15 de Novembro”, em 1901. Além do nome da sociedade – uma clara homenagem à Proclamação da República -, na edição do periódico “O Germinal”, de 15 de novembro de 1922, lê-se: “foi no tempo das grandes lutas políticas em que todos nos empenhavamos no árduo afã de conseguir a vitória de nosso partido, que nasceram em nossa terra ‘O Germinal’, então ‘Rio do Carmo’, - e a ‘União 15 de Novembro’”.
Junto com a presidenta da congregação que mantinha o Colégio Providência, foi um dos idealizadores do primeiro hospital da cidade de Mariana. O instituto também atendia as regiões limítrofes, que não possuíam o serviço.
No que diz respeito à educação, ele foi responsável pela criação do primeiro grupo escolar do município que, por sinal, recebeu seu nome por alguns anos - Grupo Escolar ‘Gomes Freire’.

## Homenagens

Fotografia da Estatua do Dr. Gomes Freire, na praça Gomes Freire, no centro de Mariana - MG.

No momento da fundação da Academia Marianense de Letras, Ciências e Artes, em 1963, ele foi escolhido como patrono de uma cadeira da instituição, por conta da sua importância política, intelectual e cultural para a cidade. Gomes Freire também é patrono da cadeira 78, da Academia Mineira de Medicina, fundada em 1970.
Na cidade, uma das praças do centro da cidade é em sua homenagem, a Praça Gomes Freire. No local há uma estátua de seu busto. Há, além disso, a Escola Estadual Dr. Gomes Freire, que recebeu seu nome em sua homenagem. A escola iniciou as suas atividades em 15 de fevereiro de 1965.